# Blomberg-Denkmal

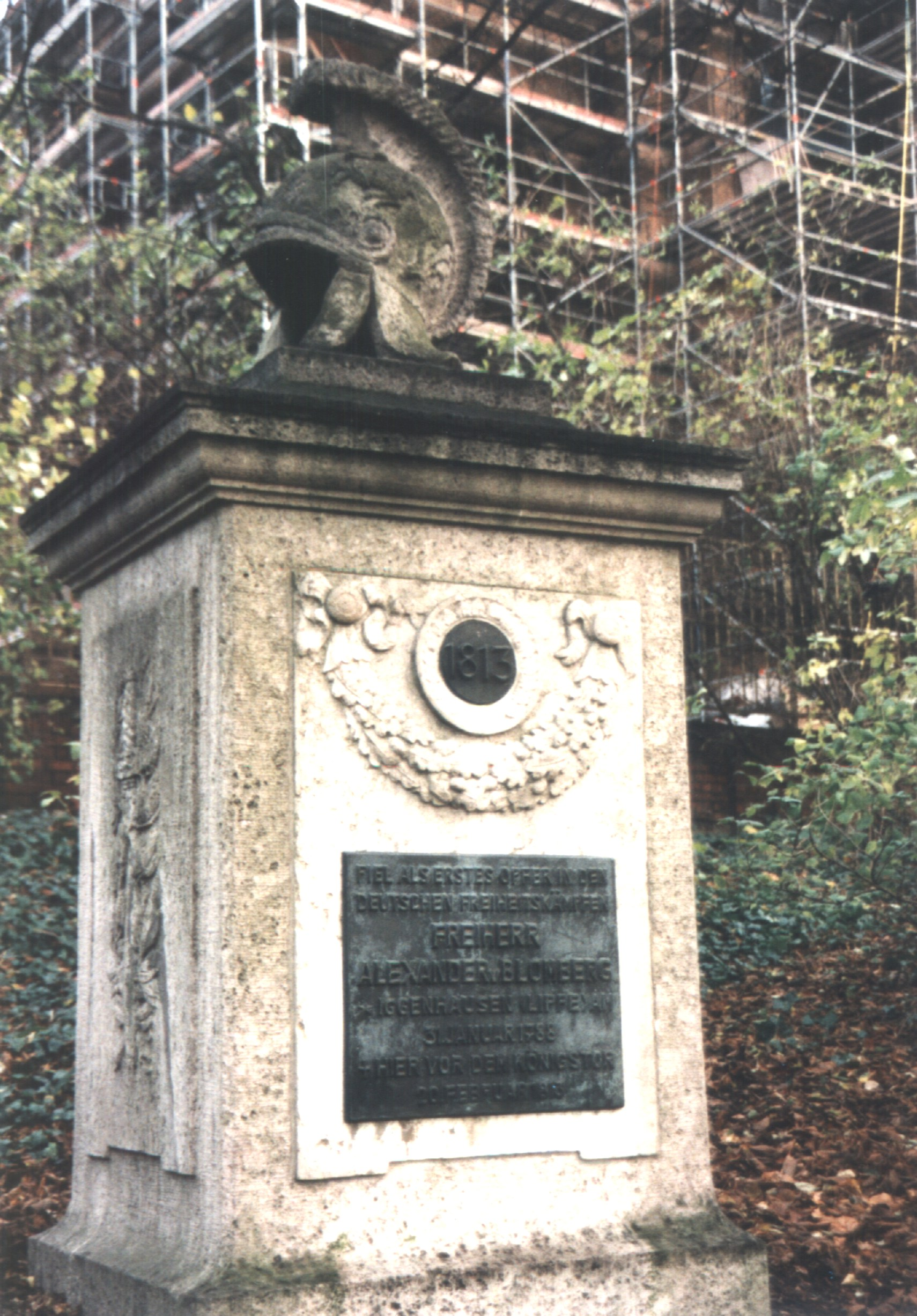
Blomberg-Denkmal

Das Blomberg-Denkmal (auch Blombergdenkmal geschrieben) ist ein Denkmal in Berlin im Ortsteil Friedrichshain des Bezirks Friedrichshain-Kreuzberg. Es ist dem deutschen Freiheitskämpfer Alexander von Blomberg gewidmet und wurde 1913 eingeweiht.

## Lage
Das etwa mannshohe Denkmal aus Stein und Bronze steht am Fuße der Bartholomäuskirche in einer kleinen Grünanlage am Königstor.

## Geschichte
Der Bildhauer Otto Kuhlmann schuf das Denkmal anlässlich der Feiern zum 100. Jahrestag des Beginns der Befreiungskriege. Es erinnert an Alexander von Blomberg als deren ersten Toten. An der bis dahin durch ein verwittertes Gedenkkreuz markierten Stelle war der Preuße „als Waffengefährte russischer Kosaken im Kampf gegen das napoleonische Heer“ gefallen. Im Jahr 1913 wurde das Denkmal zum 100. Todestag Blombergs in der Grünanlage vor der St.-Bartholomäus-Kirche an der Friedenstraße Ecke Neue Königstraße (seit 1995 Otto-Braun-Straße) aufgestellt.
Im Jahr 1950 mussten wohl einige Teile des Denkmals ergänzt werden. Auch nach der Wende, im Jahr 2010 ließ das nun zuständige neue Bezirksamt Friedrichshain wiederum Teile ergänzen, deren aber Qualität zu wünschen übrig lässt.

## Beschreibung
Das Denkmal lehnt sich in seiner Grundgestalt einem frühklassizistischem Grabmal an. Der Sockel besteht aus Muschelkalk und trägt einen antikisierenden nach Fantasie gestalteten Kriegerhelm nach römischer Art. Der Helm mit aus Stein gearbeitetem Federbusch steht auf einer Muschelkalk-Plinthe, die sich pyramidenartig nach unten verbreitert. Der hohe Denkmalsockel hat einen quadratischen Grundriss mit den Längsseiten von circa 80–100 cm und trägt auf der straßenzugewandten Seite eine rechteckige Marmor(grund)platte mit einem Bronze-Medaillon und der Jahreszahl „1813“. Unter einem gemeißelten Eichenlaub-Feston, das an zwei rundköpfigen Schmucknägeln hängt, befindet sich die ebenfalls aus Bronze gegossene Schrifttafel mit folgendem Text: „Fiel als erstes Opfer in den deutschen Freiheitskämpfen Freiherr Alexander v. Blomberg * Iggenhausen (Lippe) am 31. Januar 1788 † hier vor dem Königstor 20. Februar 1813“. Ein Historiker merkt dazu im Internet an, dass die Befreiungskriege offiziell erst mit dem erklärten Kriegseintritt Preußens an Frankreich am 27. März 1813 begannen, so dass die Zuordnung „als erster gefallener Freiheitskämpfer“ nicht exakt sei.